# In Flames (1995–1999)
In Flames (1995-1999) – album kompilacyjny niemieckiej artystki Hanin Elias, zawierający utwory z lat 1995-1999 wydane na minialbumach In Flames E.P. i Show E.P., oraz utwory wcześniej niewydane. Album wydany został przez Digital Hardcore Recordings i wyprodukowany przez Hanin Elias i Aleca Empire. W 2000 roku album został wydany w wersji rozszerzonej o trzy remiksy i teledysk.

## Lista utworów
1. "In Flames" - 3:25
2. "(Chicago)" - 0:39
3. "Slaves" - 2:43
4. "Girl Serial Killer" - 2:56
5. "Sirens" - 2:19
6. "Onetwo" - 3:30
7. "Show" - 3:19
8. "Under Pressure" - 3:34
9. "You Will Never Get Me" - 4:01
10. "Nizza" - 5:32 (utwór oryginalnie wydany pod pseudonimem Hanin)
11. "Outback" - 5:13
12. "(Tape #1)" - 1:20
13. "(Tape #2)" - 1:43
14. "Trauma" - 4:35
15. "She's a Dead Shot" - 4:26
16. "(Live)" - 0:40

Wydanie rozszerzone
1. "Girl Serial Killer" (The Dear Hanin Remix) - 3:51
2. "Slaves" (Nic Endo Mix) - 3:49
3. "In Flames" (Christoph De Babalon Mix) - 4:12
4. "In Flames" (teledysk)